# Skicross

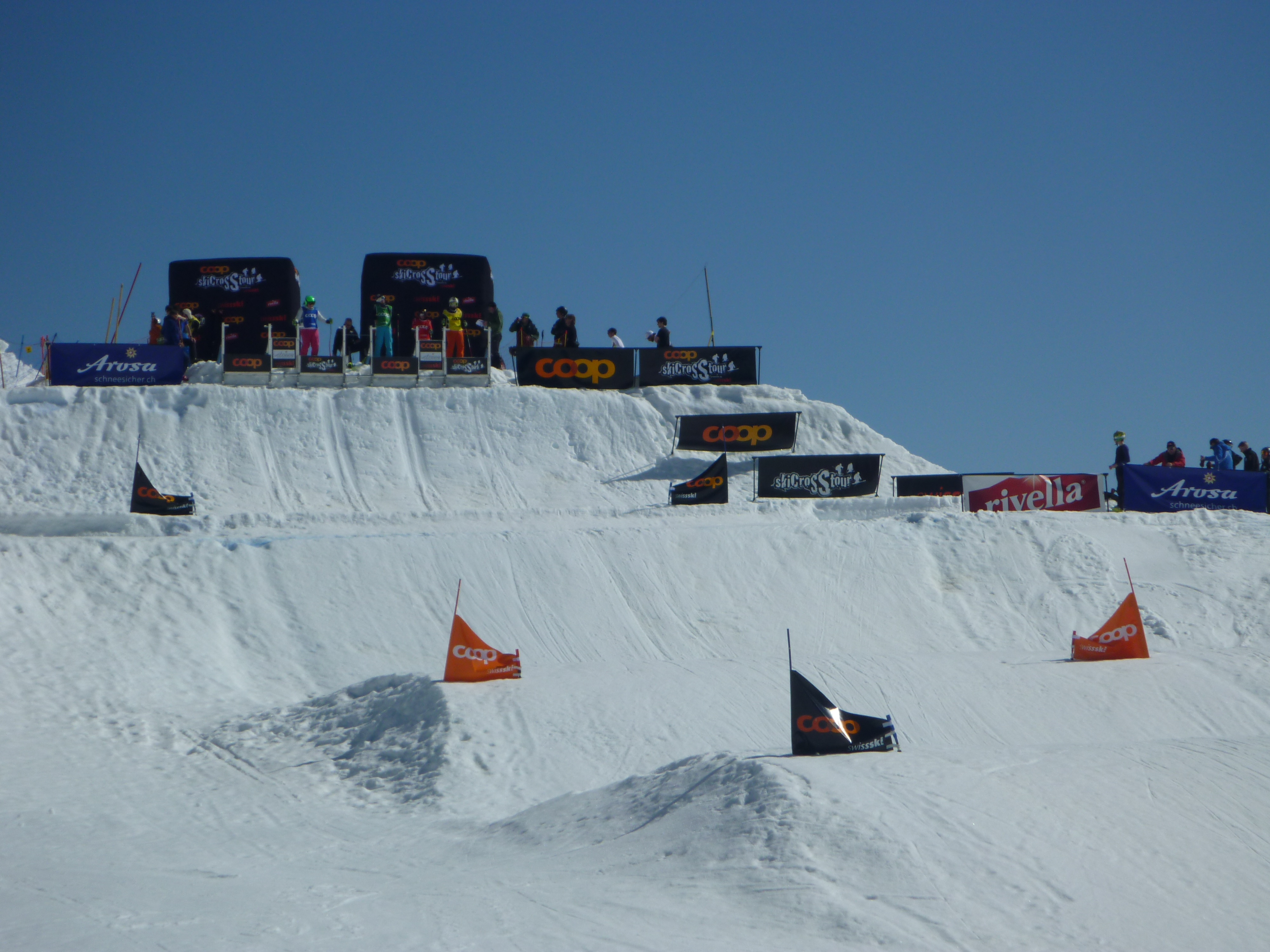
Startbereich einer Skicrosspiste

Ski Cross ist eine Wintersport-Disziplin, bei welcher vier Teilnehmer gleichzeitig einen Kurs bestehend aus Sprüngen, Wellen und Kurven mit Skiern bewältigen. Sie gehört zum Bereich Freestyle und ist eine Disziplin bei den Olympischen Winterspielen. Ski-Cross-Wettbewerbe erfolgen nach dem K.-o.-Prinzip, vier Teilnehmer starten gemeinsam in den Kurs und die schnellsten zwei Fahrer kommen in die nächste Runde.

## Wettkampf
Wie beim Boardercross wird auf einem mit Sprüngen, Wellen und Kurven aus Schnee versehenen Kurs gefahren, bei dem je vier Skifahrer gleichzeitig starten. Gewertet wird im K.-o.-System, die beiden Erstplatzierten (nach Reihenfolge des Zieleinlaufes) steigen in die nächste Runde auf. 32 Herren und 16 Damen treten im K.-o.-Finale an, nach 24 Rennen (Heats) stehen die Sieger fest. Herren und Damen fahren auf derselben Strecke, jeder in seiner Kategorie.

## Geschichte
Der Weltcup fand 1998 erstmals in Europa statt. In der Saison 2000/01 war Premiere der World Champion Tour. Von der Saison 2001/02 an fand die Saab Salomon Crossmax Series in weltweit zehn Ländern statt. In der nachfolgenden Saison wurde Skicross Teil des FIS-Freestyle-Skiing-Weltcups. Im November 2006 hat das IOC Skicross zur olympischen Disziplin erklärt.

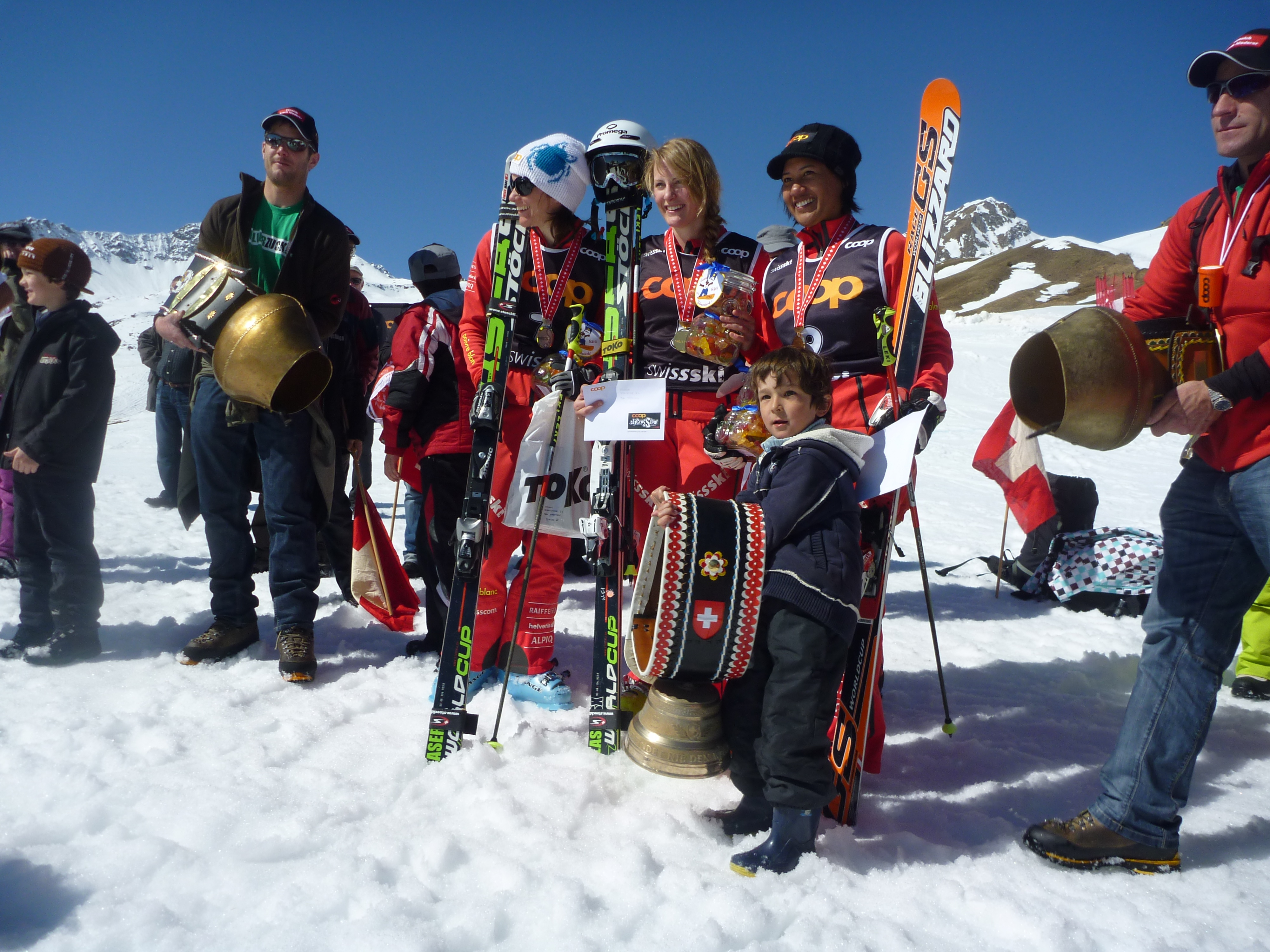
Fanny Smith (Mitte), eine der erfolgreichsten Skicrosserinnen

Die Entscheidung des IOC über die Aufnahme von Skicross in den olympischen Kanon sorgte für eine Erweiterung der deutschen nationalen Rennserie, der German Skicross Tour. Seit sechs Jahren werden pro Wettkampfsaison national mindestens vier bis sechs Wettbewerbe ausgetragen. Diese nationale deutsche Serie ist die Qualifikationsebene für den Welt- und Europacup. Ohne Starts und Erfahrung in diesem Rahmen wird es nur alpinen Top-Fahrern möglich sein, direkt in den Weltcup einzusteigen.
In der Schweiz ist seit 2009 die Audi Skicross Tour die nationale Skicross Rennserie. Während zehn Renntagen an fünf Wochenenden werden Europacup-, FIS- und Openrennen für die Skicross Elite, ambitionierte Skifahrer und Hobbyfahrer organisiert. Bei den FIS- und Europacuprennen sind nur lizenzierte Läufer zugelassen. An den Openrenntagen gibt es vier Kategorien: Herren/Junioren mit Lizenz, Herren Open, Junioren Open und Damen (mit und ohne Lizenz).
2010 wurde Skicross in Vancouver erstmals bei Olympischen Winterspielen ausgetragen. Erster Olympiasieger in dieser Disziplin ist der Schweizer Mike Schmid vor dem Österreicher Andreas Matt und dem Norweger Audun Grønvold. Bei den Frauen holte sich die Lokalmatadorin Ashleigh McIvor (Kanada) Gold vor Hedda Berntsen aus Norwegen (Silber) und Marion Josserand aus Frankreich (Bronze).
Mit Beginn der Saison 2011/12 stieg Audi als World-Cup-Titelsponsor ein.
Am 10. März 2012 kam der kanadische Skicrosser Nick Zoricic nach einem schweren Sturz beim Weltcup-Finale in Grindelwald ums Leben. Er war der erste Ski Crosser überhaupt, der bei einem Weltcup-Rennen tödlich verunglückte.
Die Sieger der Weltcup-Gesamtwertung 2012/13 im Skicross waren die Schweizer Alex Fiva und Fanny Smith. Die Gewinner der Weltmeisterschaft 2013 in Voss lauteten Jean-Frédéric Chapuis und Fanny Smith. An den Olympischen Winterspielen 2014 erreichte bei den Herren erneut Jean-Frédéric Chapuis und bei den Damen Marielle Thompson den ersten Platz. An den Weltmeisterschaften 2015 schwangen Filip Flisar und Andrea Limbacher obenaus.
Die insgesamt erfolgreichsten Skicrosser in der Geschichte des Weltcups sind Sandra Näslund mit 39 und Jean-Frédéric Chapuis mit 18 Einzelsiegen.

## Internationale Skicross-Großereignisse
- 2005: 1. Weltmeisterschaft in Ruka (FIN)
- 2006: 1. Junioren-Weltmeisterschaft in Krasnoe Ozero (RUS)
- 2007: 2. Weltmeisterschaft in Madonna di Campiglio (ITA)
- 2007: 2. Junioren-Weltmeisterschaft in Airolo (SUI)
- 2009: Skicross-Weltcup in Innichen (ITA)
- 2010: Olympische Winterspiele, Vancouver (CAN)
- 2011: 1. FIS Ski Cross Weltcup in Grasgehren (GER)
- 2012: FIS Skicross World Cup – Nachtrennen in Oberndorf in Tirol (AUT)
- 2012: FIS Ski Cross World Cup – Doppelveranstaltung in Bischofswiesen (GER)
- 2012: FIS Junioren-WM in Airolo geht an Julia Eichinger
- 2013: FIS-Freestyle-WM in Voss (NOR)
- 2014: Olympische Winterspiele, Sotschi, (RUS)
- 2014: FIS Skicross World Cup – Olympia Revanche in Arosa (SUI)[2]
- 2015: FIS-Freestyle-WM in Kreischberg (AUT)
- 2015: FIS Skicross World Cup – Doppelveranstaltung in Arosa[3]
- 2018: Olympische Winterspiele, Pyeongchang (KOR)
- 2022: Juniorenweltmeisterschaft in Veysonnaz (SUI)